# Centro de Convenciones de Indiana

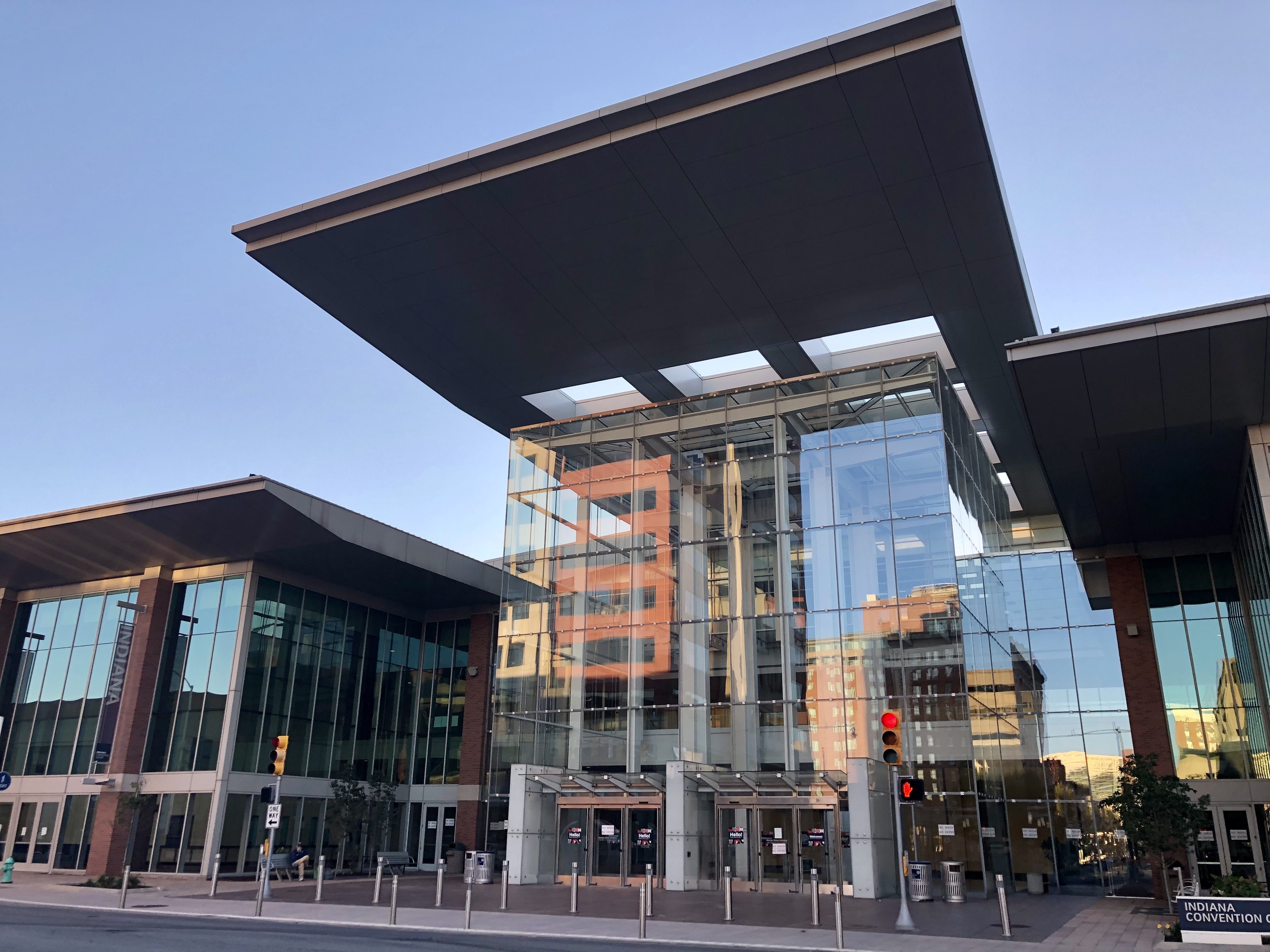
El Centro de convenciones de Indiana es el mayor centro de convenciones en el centro de Indianápolis.

El Centro de convenciones de Indiana es el mayor centro de convenciones en el centro de Indianápolis, Indiana. El centro abarca un área de 1300000m2 para usos de convenciones/juntas incluyendo un área de 566000m2 de área libre para exhibiciones y casi 140000m2 de espacio para juntas en grupo. La estructura original fue terminada en 1972, inicialmente cubría un espacio de dos cuadras, localizado en el sur de la calle Maryland y al oeste de la avenida Capitol. Hoy en día, el centro de convenciones cubre un área de casi 6 cuadras, sin incluir las facilidades del Lucas Oil Stadium. En total existen 71 oficinas de juntas y diversas áreas de comida rápida.

## Historia
En la Inauguración de 1972, el centro de convenciones de Indiana tenía 3 salas principales localizadas en el lado oeste. El lado este de la estructura contenía el largo 'Salón de baile 500' así como otros salones de juntas aunados a diferentes facilidades.
La primera grande expansión del centro de convenciones fue a finales de 1983 coincidiendo con el "Hoosier Dome" después llamado El "RCA Dome", el cual estaba conectado con el domo que fue demolido en 2008. El costo combinado fue de alrededor $82 millones de dólares. La mitad del presupuesto total fue privado y la otra mitad fue público (impuestos). Las salas de exhibición D & E (así nombradas desde la reconfiguración) fueron agregadas, acompañadas de otras nuevas y renovadas facilidades.
Las siguientes expansiones añadieron más salas de exhibiciones a las originales en el lado oeste, a lo largo de la calle Maryland, creando adicionalmente salones de baile y áreas flexibles, como una nueva fachada unificada.
La más reciente renovación del centro de convenciones de indiana fue durante el periodo de 2006 a 2011. Esta fue la cuarta expansión más significante del centro de convenciones desde su inauguración en 1972.
Como primer punto, El "Lucas Oil Stadium" estaba en una zona al sur del antiguo domo del viejo centro de convenciones "RCA Dome". Su inauguración fue en agosto del 2008. El estadio ofrece 183,000m2 de espacio de exhibición, 25,000m2 de salas de juntas, y 15000m2 de espacio de pre eventos.
Después, la antigua casa de los Indianapolis Colts (el domo RCA), fue demolido y removido por completo. La icónica cúpula de aire levantada se desinfló y la implosión del estadio se completó en diciembre del 2008. En este sitio, se construyó un nuevo centro de convenciones de 2 pisos. Esta nueva construcción ofreció 254000m2 de espacio para exhibiciones, 63000m2 de salas de juntas, 103000m2 de espacio de pre - exhibición, y 31000m2 de plaza pública. Después fue agregado una conexión subterránea en el oeste de la "Capitol Avenue" para conectar directamente esta nueva construcción a las amenidades del "Lucas Oil Stadium".
El renovado centro de convenciones de Indiana ahora posee alrededor de 120,0000 m² de espacio para juntas y convenciones. Completado en enero de 2011, fue dirigido por Ratio Architects, Inc., asistidos por otras compañías de Indiana, BSA LifeStructures, Blackburn Architects y Domain Architecture Inc. Para que "Indianapolis headquartered" Shiel Sexton Co. Inc. fuera la líder de la obra, en asociación con Powers & Sons Construction Company Inc.

## Convenciones destacadas
El centro de convenciones de Indiana ha albergado diversas juntas y conferencias de gran importancia. Entre ellas están:
- La 28.ª asamblea general de Church of the Nazarene en junio del 2013.
- La conferencia y exposición anual en abril de la FDIC Internacional.
- La 77.ª asamblea general de la Episcopal Church en julio del 2012.
- La celebración de Star Wars II y III, que reunió alrededor de 30,000 fanes de Star Wars en Indianápolis, incluyendo George Lucas, Hayden Christensen, Peter Mayhew (actor)|Peter Mayhew, y muchos otros miembros del elenco de Stars Wars. La celebración III fue en abril de 21–24, 2005.
- Gen Con - Una de las más largas e importantes convenciones de juegos en América del norte. Fue trasladada a Indianápolis en 2003 y fue desarrollada en agosto. En 2012, Gen Con reunió alrededor de 41,000 de visitantes. En 2013, Gen Con tuvo una asistencia de 49,058 la cual brinco a 56,614 en 2014.[4]
- Convención Nacional FFA Organización. - Ocurrida entre 2005-2012, la cual alterna con Louisville de año en año después de este último. esta convención atrajo a más de 50,000 miembros de la FFA a la ciudad.[5]
- El centro de convenciones de Indiana también fue sede de diversas competencias de Box en los Juegos Panamericanos de 1987 en Indianápolis.
- El centro de convenciones de Indiana también fue sede de la conferencia general de la "United Methodist Church" en 1980 así como de la conferencia "North Central Jursidictional" en 1972.
- El centro de convenciones de Indiana es la sede anual de la competencia nacional del Pokémon Trading Card Game|Trading Card Game.